# Stig Tøfting
Stig Tøfting (Aarhus, 14 de agosto de 1969) é um ex-futebolista profissional dinamarquês atualmente assitentente técnico, meia, disputou duas Copas do Mundo.

## Carreira
Tofting se profissionalizou no clube local AGF Aarhus.

## Seleção
Stig Tøfting representou a Seleção Dinamarquesa de Futebol nas Olimpíadas de 1992.

## Títulos
AGF Aarhus
- Danish Cup : 1992, 1996,

Randers
- Danish Cup: 2006